# Autoroute A 14
Die Autoroute A 14 ist eine französische Autobahn mit einer Länge von 16 km. Sie liegt zwischen Paris an der N 13 und Poissy an der A 13. Die Strecke wurde im Jahre 1996 auf ihrer gesamten Länge eröffnet.

## Großstädte an der Autobahn
- Nanterre
- Saint-Germain-en-Laye
- Orgeval